# 스큐브 다이아몬드

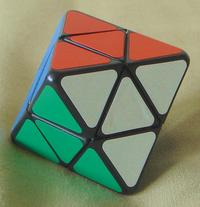
스큐브 다이아몬드

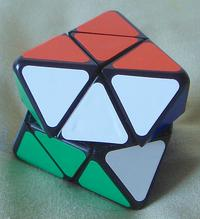
약간 비튼 스큐브 다이아몬드

스큐브 다이아몬드(영어: Skewb Diamond)는 루빅스 큐브와 비슷한 정팔면체형 퍼즐이다. 움직여서 재배열 할 수 있는 조각이 14개가 있어서 총 가능한 경우의 수가 138,240 가지가 있다. 이 퍼즐은 스큐브와 쌍대다면체이다.

## 해석
스큐브 다이아몬드는 팔면체 귀퉁이 조각이 6개가 있고 삼각형 면 중앙 조각이 8개가 있다. 모든 조각은 서로 상대적으로 움직일 수 있다. 이 퍼즐은 deep-cut 퍼즐로, 회전면이 퍼즐을 이등분한다.
이 퍼즐은 스큐브와 매우 밀접하게 관련이 있고, 조각수와 메커니즘이 같다. 하지만, 스큐브에서 나타나는 삼각형 "귀퉁이 조각"은 스큐브 다이아몬드에서는 시각적인 방향이 없고, 사각형 "면 중앙 조각"은 스큐브 다이아몬드에서 시각적인 방향이 생긴다. 스큐브와 스큐브 다이아몬드의 조각을 결합하면 섞을 수 없는 육팔면체나 모든 조각에 시각적인 방향이 있는 정육면체와 정팔면체의 결합물을 얻는다.

## 조합의 수
이 퍼즐은 귀퉁이 조각이 6개, 면 중앙 조각이 8개가 있다. 면 중앙 조각 네 개의 위치는 다른 면 중앙 조각 4개의 위치에 의해서 완전히 결정되고, 이 위치는 짝순열만이 가능하므로 면 중앙 조각의 배열의 수는 4!/2뿐이다. 각각의 중앙 면 조각은 방향이 하나 뿐이다.
귀퉁이 조각의 의 위치는 짝순열만이 가능하기 때문에 귀퉁이 조각의 가능한 배열의 수는 6!/2이다. 각 귀퉁이 조각은 두가지 방향이 가능하지만(퍼즐을 분해하지 않는 이상 방향을 90° 돌리는 것은 불가능하다), 마지막 귀퉁이 조각의 방향은 나머지 5개의 방향에 의해 결정된다. 따라서, 귀퉁이 조각의 방향의 수는 25이다.
따라서, 가능한 조합의 수는 다음과 같다.
{\displaystyle {\frac {4!\times 6!\times 2^{5}}{4}}=138,240}

## 같이 보기
- 루빅스 큐브
- 피라밍크스
- 메가밍크스
- 스큐브
- 스큐브 얼티메이트
- 도직
- 조합 퍼즐
- 기계적 퍼즐